# Natureza-morta: Viva a Vida
Natureza morta: viva a vida é uma pintura de Frida Kahlo. A data de criação é 1954. A obra é do gênero natureza-morta com estilo primitivista. Está localizada no Museu Frida Kahlo. Suas medidas são: 52 centímetros de altura e 72 centímetros de largura.
Esta obra é normalmente entendida como a última realizada por Kahlo. Oito dias antes de sua morte, nela escreveu: "Coyoacán 1954 - México - Frida Kahlo". Também com a inscrição ela escreveu a legenda do quadro: "VIVA A VIDA". Há questionamentos sobre a data de realização do quadro, no entanto; pode ter sido realizado em 1952, apenas com a inscrição ocorrendo em 1954.

## Descrição e análise
A pintura representa um conjunto de melancias em uma superfície escura e sob um fundo azulado. Algumas frutas estão completas; outras, cortadas. Faz parte de um conjunto de naturezas-mortas realizadas por Kahlo, a primeira delas em 1924.
No quadro, percebem-se os sintomas das doenças que afligiram Kahlo, num estilo simbólico que é característico da pintora: as frutas são cada vez menos bem definidas, com rasgos.

## Recepção
Chris Martin, o vocalista da banda inglesa Coldplay, em sua segunda visita ao México, em março de 2007, e, ao conhecer o quadro, decidiu que o nome de seu álbum seguinte seria justamente "Viva a vida". A homenagem refere-se, segundo Martin, à força de Kahlo: "Ela passou por muitas coisas e, apesar disso, pintou um quadro em sua casa chamado 'Viva a vida'. Adorei a coragem disso."